# Don't Say Goodbye
«Don't Say Goodbye» (en español: "No digas adiós" traducción apropiada / "Si Tú Te Vas") es el primer sencillo oficial de Border Girl, sexto álbum de estudio de la cantante mexicana del Pop latino Paulina Rubio. La canción producida por Gen Rubin se lanzó internacionalmente entre abril y mayo del año 2002 bajo la discográfica Universal Music. 
Es, al mismo tiempo, su debut en idioma inglés y su primer sencillo a la venta en todo el mundo. El videoclip fue dirigido por The Brothers Strause, donde su historia futurista muestra la intensidad que se vive con la canción. El video musical costó más de 1 000 000 de dólares, lo que la convierte en la primera cantante mexicana en superar dicha cantidad.
Tras su lanzamiento, Don't Say Goodbye se mantuvo en las listas musicales de varios países del mundo. En algunos entró en el Top 20 En el The Billboard Hot 100 de Estados Unidos alcanzó el puesto 41. Sin embargo, logró entrar en el Top 10 en la Canadian Singles Charts, en el séptimo puesto, y en la Dance Music/Club Play Singles en el sexto.
Este sencillo es considerado uno de los pocos lanzamientos de éxito en inglés de Paulina Rubio. Por ello, a pesar de que han pasado varios años desde su debut, el vídeo sigue siendo visitado en numerosas partes del mundo.

## Respaldo
Don't Say Goodbye cuenta con fusiones de música electro, tecno, synth pop y dance-pop. A diferencia de Y yo sigo aquí, éxito previo al mercado internacional, Don't Say Goodbye cuenta con el R&B y el House similar al de «Can't Get You Out of My Head» de Kylie Minogue, que se lanzó en septiembre de 2001.
Tanto la letra como la música fueron escritas por Gen Rubin, además de producirla, y Cheryl Yie durante julio de 2001. 

## Videoclip
Don't Say Goodbye fue dirigido por The Brother Strause, dúo de especialistas en efectos especiales que en su momento trabajó para películas como el Titanic y X-Men: The Last Stand, además de cantantes como U2, Britney Spears, Red Hot Chili Peppers y Linkin Park. Se grabó en Los Ángeles, California, en los primeros días de abril de 2002. El clip ofrece una combinación de animación, acción en vivo y tomas de baile durante el relato de la canción.
A Paulina le gusta jugar con diferentes personajes en sus videos. En este caso se  muestra como una protagonista cibernética. El video no solo fue conocido por eso, sino por su coste total de «un millón de dólares», siendo la primera mexicana en invertir dicha cantidad por finalidades estéticas. La versión en inglés tuvo muy buena aceptación en Estados Unidos, aunque Paulina ya era conocida en ese mercado. Esto hizo que ganara aún más público. «Hicimos una parte como un dibujo animado japonés (Anime)», dijo Rubio. «En cuanto al baile, sentimos el ritmo de la canción porque el ritmo es casi como el latido de un corazón. La historia es sobre un amor que se siente y después simplemente se toma un paso atrás».

## Formatos
| CD-sencillo México. |                                             |          |  |
| N.º                 | Título                                      | Duración |  |
| 1.                  | «Don't Say Goodbye» (Radio Edit)            | 03:38    |  |
| 2.                  | «Si tú te vas» (Radio Edit)                 | 03:38    |  |
| 3.                  | «Don't Say Goodbye» (Spanish Fly Radio Mix) | 03:54    |  |
| 4.                  | «Don't Say Goodbye» (Flatline Remix)        | 08:58    |  |

| CD-sencillo España. |                                             |          |  |
| N.º                 | Título                                      | Duración |  |
| 1.                  | «Don't Say Goodbye» (Radio Edit)            | 03:38    |  |
| 2.                  | «Si tú te vas» (Radio Edit)                 | 03:38    |  |
| 3.                  | «Don't Say Goodbye» (Spanish Fly Radio Mix) | 03:54    |  |
| 4.                  | «FIRE (Sexy Dance)» (LP Song)               | 03:29    |  |

| CD-sencillo USA. |                                                |          |  |
| N.º              | Título                                         | Duración |  |
| 1.               | «Don't Say Goodbye» (Radio Edit)               | 03:38    |  |
| 2.               | «Don't Say Goodbye» (Spanish Fly Radio Mix)    | 03:54    |  |
| 3.               | «Don't Say Goodbye» (Flatline Remix)           | 08:58    |  |
| 4.               | «Don't Say Goodbye» (CD - ROM Video (Oficial)) | 04:50    |  |

| CD-sencillo Estados Unidos. |                                       |          |  |
| N.º                         | Título                                | Duración |  |
| 1.                          | «Don't Say Goodbye» (English Version) | 04:49    |  |
| 2.                          | «Si tú te vas» (Spanish Version)      | 04:50    |  |

| Remixes (Vol l & ll) Estados Unidos. |                                                          |          |  |
| N.º                                  | Título                                                   | Duración |  |
| 1.                                   | «Don't Say Goodbye» (LP Version)                         |          |  |
| 2.                                   | «Don't Say Goodbye» (Radio Edit)                         |          |  |
| 3.                                   | «Don't Say Goodbye» (Album Version)                      |          |  |
| 4.                                   | «Don't Say Goodbye» (Instrumental)                       |          |  |
| 5.                                   | «Don't Say Goodbye» (Acappella)                          |          |  |
| 6.                                   | «Don't Say Goodbye» (Sharp Boys European Xpress Vox Mix) |          |  |
| 7.                                   | «Don't Say Goodbye» (Flatline Mix)                       |          |  |
| 8.                                   | «Don't Say Goodbye» (Sharp Boys European Xpress Dub)     |          |  |
| 9.                                   | «Don't Say Goodbye» (Spanish Fly Club Mix)               |          |  |
| 11.                                  | «Don't Say Goodbye» (Mike Rizzo Global Club Mix)         |          |  |
| 12.                                  | «Don't Say Goodbye» (Mike Rizzo Global Radio Mix)        |          |  |
| 13.                                  | «Don't Say Goodbye» (Mike Rizzo Global Dub)              |          |  |
| 14.                                  | «Don't Say Goodbye» (Spanish Fly Radio Mix)              |          |  |

| Maxisencillo |                                                          |          |  |
| N.º          | Título                                                   | Duración |  |
| 1.           | «Don't Say Goodbye» (Spanish Fly Radio Mix)              | 06:41    |  |
| 2.           | «Si tú te vas» (Spanish Version)                         | 04:50    |  |
| 3.           | «Don't Say Goodbye» (Sharp Boys European Xpress Vox Mix) |          |  |
| 4.           | «Don't Say Goodbye» (CD - ROM Video (Oficial))           | 04:50    |  |
| 5.           | «Don't Say Goodbye» (Flatline Remix)                     | 08:58    |  |

## Posicionamiento
| Lista (2002)                       | Mejor Posición |
| ---------------------------------- | -------------- |
| Argentina (Argentina Top 20)       | 4              |
| Australia                          | 19             |
| Austria (Ö3 Austria Top 40)        | 61             |
| Bélgica (Ultratip Flandes)         | 14             |
| Chile (Chile Top 20)               | 7              |
| Estados Unidos (Billboard Hot 100) | 41             |
| Francia (SNEP)                     | 55             |
| Italia (FIMI)                      | 18             |
| Países Bajos (Single Top 100)      | 67             |
| EE. UU. Top 75                     | 68             |
| Nueva Zelanda (NZ Singles Top 40)  | 49             |
| Suiza (Hitparade)                  | 47             |

Posicionamientos de la Revista Billboard de Estados Unidos
| Lista (2002)                                   | Mejor Posición |
| ---------------------------------------------- | -------------- |
| Billboard Pop 100                              | 24             |
| Billboard Radio Songs                          | 47             |
| Billboard Dance / Club Play Songs              | 6              |
| Billboard Top 40                               | 31             |
| Billboard Rhythmic Top 40                      | 35             |
| Billboard Hot Dance Music / Maxi-Singles Sales | 19             |